# 石山漆
石山漆（学名：Toxicodendron calcicolum）是漆树科漆属的植物，是中国的特有植物。分布在中国大陆的云南等地，生长于海拔1,500米的地区，常生于石灰山林下，目前尚未由人工引种栽培。